# 木暮晃石
木暮 晃石（こぐれ こうせき、1998年12月9日 - ）は、日本の男性声優。静岡県出身。81プロデュース所属。

## 略歴
2019年、男性声優プロジェクト・DarkestoRyのメンバーに選出された。メインボーカル、ボイスを担当。
2020年4月1日から81プロデュースに所属。
2023年8月31日をもってDarkestoRyとしての活動を終了。

## 人物
方言は静岡弁。声種はハイバリトン。
趣味・特技は読書、映画鑑賞、筋トレ、ランニング・メンタリズム、ボイスパーカッション、歌唱。

## 出演
太字はメインキャラクター。

### テレビアニメ
2020年
- メジャーセカンド（千葉兄、辻堂中選手、平城）

2021年
- ワンダーエッグ・プライオリティ（男子生徒）
- IDOLY PRIDE（観客D、観客）
- アイ★チュウ（観客H）
- ワッチャプリマジ!

2022年
- プラチナエンド（田中）
- ありふれた職業で世界最強 2nd season（魔人族兵士、魔人族、教会教徒、騎士）
- 乙女ゲー世界はモブに厳しい世界です（ガヤ）
- ぼっち・ざ・ろっく！（デスメタルボイス）
- 弱虫ペダル LIMIT BREAK（2022年 - 2023年、観客）

2023年
- スパイ教室
- カードファイト!! ヴァンガード will+Dress（ユースメンバー）
- MIX MEISEI STORY 2ND SEASON 〜二度目の夏、空の向こうへ〜（斉藤、多村、飛竜2、田所）
- 青のオーケストラ（オーケストラ部員、男性）
- アリス・ギア・アイギス Expansion（マッチョ）
- 【推しの子】（ファン）
- レベル1だけどユニークスキルで最強です（ラト）
- わたしの幸せな結婚（2023年 - 2025年、呪術師、呪術師たち） - 2シリーズ
- アイドルマスター ミリオンライブ！（工事スタッフ）

2024年
- HIGH CARD（警官）
- ようこそ実力至上主義の教室へ 3rd Season（本堂遼太郎）
- BEYBLADE X（子供）
- 貼りまわれ!こいぬ（Dr.IPPONGI〈イヌーズ〉、TVアナウンサー）
- 菜なれ花なれ（田中）
- 魔王軍最強の魔術師は人間だった（護衛B、使用人）
- メカウデ（電車内の高校生B）
- 最凶の支援職【話術士】である俺は世界最強クランを従える（手下A、部下B、シーカーB）
- ダンダダン（カップル男、生徒C）
- 忍たま乱太郎（2024年 - 2025年、町人）

2025年
- 没落予定の貴族だけど、暇だったから魔法を極めてみた（執事、男B、兵士、アクシオン、ゲン 他）
- 君のことが大大大大大好きな100人の彼女（中等部の生徒）
- 戦隊レッド 異世界で冒険者になる（ザッツ）
- マジック・メイカー 〜異世界魔法の作り方〜（患者、ゴード）
- グリザイア:ファントムトリガー（TFA兵士B）
- ある魔女が死ぬまで（おじさん）
- WIND BREAKER Season 2
- 華Doll*-Reinterpretation of Flowering-（街頭の男性、医療スタッフB）

### 劇場アニメ
- えんとつ町のプペル（2020年、えんとつ掃除屋）
- リョーマ! The Prince Of Tennis 新生劇場版テニスの王子様（2021年）

### Webアニメ
- ふわっちょうんちょ ショートアニメ（2021年、うん神さま、うん工場長、うんちょクリームソーダ、うんちょどの、どすこいうんちょブラック）
- パワフルプロ野球 パワフル高校編（2021年、（瞬鋭高校）男子部員、（覇堂高校）男子部員）
- 賭ケグルイ双（2022年、生徒たち）
- Duel Masters LOST 〜追憶の水晶〜（2024年、バイト仲間A）

### ゲーム
- ポポロクロイス物語 ナルシアの涙と妖精の笛（2019年、バナード）
- ブリガンダイン ルーナジア戦記（2020年）
- ファイナルファンタジーVII リメイク インターグレード（2021年）
- モナーク/Monark（2021年、アケディア）
- モンスターストライク（2022年、イダスト[25]）
- ストリートファイター6（2023年、市民）
- 東京ディバンカー（2024年、衣佐美佑理[26]）
- Library of Ruina（2024年、ピート[27]）

### ドラマCD
- アイドルタイムプリパラ ALWAYS WITH YOU!!!（2019年）
- マリスの晩餐朗読CD（2020年）
- THE IDOLM@STER MILLION THE@TER WAVE 13 TIntMe!（2021年、記者）

### BLCD
- やましい恋のはじめかた（2021年、吾妻冬市[28]）
- 濡れトロ3P 大人のオモチャモニター 上巻（2021年、友人）

### ラジオドラマ
- 魔王薔薇門とボイトレ男子（2018年、媚空共鳴）
- 弱虫ペダル SPARE BIKE（2021年、選手1[29]）

### デジタルコミック
- 鬼怒川さんは圧がつよい（2019年、男子高校生1[30]）
- 私の卒業「7時45分の君」（2020年、男子高校生、バスの運転手[31][32]）
- スタディー・グループ（2021年、イ・ヒョヌの仲間たち、イ・ハンギョン紹介の先生[33]）

### オーディオブック
2020年
- こうして彼は屋上を燃やすことにした（赤松＆アメくん 他）

2021年
- とある飛空士への夜想曲 下巻（八神 他）
- されど罪人は竜と踊る 0.5（ゾビーノ 他）
- 千歳くんはラムネ瓶のなか 2（成瀬智也、柳下 他）
- ヴァンパイア探偵-禁断の運命の血-（朗読、柏原佳樹）
- 俺の立ち位置はココじゃない!（極野寺 他）
- 結婚が前提のラブコメ（灘原、伊坂 他）
- 奇械仕掛けのブラッドハウンド（朗読、芥宗佑）

2022年
- 飽くなき欲の秘蹟（風利父 他）
- 最強職《竜騎士》から初級職《運び屋》になったのに、なぜか勇者達から頼られてます 2（隊長）
- プロペラオペラ 3（小豆捨吉、J・M・スタンフィールド 他）
- プロペラオペラ 4（小倉料理長 他）

### 吹き替え

#### 映画
- 結婚まで1%
- 犯罪都市 PUNISHMENT（2024年、カン・ナムス〈キム・シンビ〉[45]）
- 白雪姫（2025年[46]）

#### ドラマ
- The Underground Railroad 地下鉄道〜自由への旅路〜（2021年、ジェイムズ、サム、クレタス、サミュエル、ジェレマイア、サムソン、ブルックス）
- Disney Launchpad シリーズ
  - イード（マイク）
  - ディナーをどうぞ!（2021年、ハワード）
- 青春ウォルダム 呪われた王宮（2024年、テガン〈ホ・ウォンソ〉[47]）

### ボイスオーバー
- 幻解!超常ファイル ダークサイド・ミステリー
- 不思議体験ファイル 信じてください!!
- にっぽん!歴史鑑定

### ライブ
- SynapstoRy 〜世界でいちばんの白雪姫〜（2019年7月15日、秋葉原CLUB GOODMAN）第二王子役、小人役、語り手
- 朗読ライブ「DarkestoRy 〜マリスの晩餐〜」（2019年9月14日、秋葉原CLUB GOODMAN）マリス 役
- 朗読ライブ「DarkestoRy 〜マリスの晩餐〜」再演（2019年11月9日・12月21日、Shibuya eggman、秋葉原CLUB GOODMAN）マリス 役
- SynapstoRy 〜月から降りたかぐや姫〜（2020年2月15日、秋葉原CLUB GOODMAN）帝 役、月の人 役
- 朗読ライブ「DarkestoRy 〜革命のダルカ〜」（2020年2月16日、秋葉原CLUB GOODMAN）マリス 役
- 朗読ライブ「DarkestoRy 〜パンドラの牢獄〜」（2020年12月13日、秋葉原CLUB GOODMAN）オルヴァ― 役

### 舞台
- 朗読劇 THE ROUDOKU2「ヴァンパイア探偵--禁断の運命の血--」（2021年10月20日[36]、シアターミクサ）朗読、柏原佳樹 役[37]

### その他
- 「ハッピーマリオネット」PV（2023年、田島[48]）
- 星芥ショータイム（2023年、enma.〈宇佐美絵馬〉）

## ディスコグラフィ

### 歌手参加作品
| 発売日        | 商品名                                  | 歌                                     | 楽曲                                  | 備考                                        |
| ------------- | --------------------------------------- | -------------------------------------- | ------------------------------------- | ------------------------------------------- |
| 2020年12月2日 | マリスの晩餐 Music Selection マリス盤   | DarkestoRy                             | 「マリスの晩餐」 「声をあげても」     |                                             |
| 2020年12月2日 | マリスの晩餐 Music Selection ダルカ盤   | DarkestoRy                             | 「革命のダルカ」 「ダーケストーリー」 |                                             |
| 2020年12月2日 | マリスの晩餐 Music Selection パンドラ盤 | DarkestoRy                             | 「パンドラの牢獄」 「NotEQUAL」       |                                             |
| 2021年2月19日 | 四ツ目神 Music Selection                | 佐々木李子feat. 木暮晃石（DarkestoRy） | 「夢の続き」                          | ゲーム『四ツ目神 -再会-』エンディングテーマ |
| 2021年2月19日 | 四ツ目神 Music Selection                | 木暮晃石（DarkestoRy）                 | 「夢の続き Kogure Solo ver.」         | ゲーム『四ツ目神 -再会-』エンディングテーマ |

### シリーズ一覧
1. ↑  第一期（2023年）、第二期（2025年）